# Epicypta maculipennis
Epicypta maculipennis är en tvåvingeart som beskrevs av Günther Enderlein 1910. Epicypta maculipennis ingår i släktet Epicypta och familjen svampmyggor. Inga underarter finns listade i Catalogue of Life.